# Xã Elm Grove, Quận Louisa, Iowa
Xã Elm Grove (tiếng Anh: Elm Grove Township) là một xã thuộc quận Louisa, tiểu bang Iowa, Hoa Kỳ. Năm 2010, dân số của xã này là 202 người.